# Диоспонт
Диоспонт (лат. Diospontus) — римская провинция, основанная в результате административно-территориальных реформ императора Диоклетиана в 295 году. Этот регион был выделен из провинции Вифиния и Понт. Диоспонт простирался вдоль восточного побережья Чёрного моря вокруг города Синоп на территории современной Турции.
Константин I Великий позже расширил пределы провинции и переименовал её в честь своей матери Елены в Еленопонт.